# Niimi
Niimi (japanisch 新見市, -shi) ist eine Stadt in der japanischen Präfektur Okayama.

## Geographie
Niimi liegt nordwestlich von Okayama und nordöstlich von Hiroshima.

## Geschichte
Niimi erhielt am 1. Juni 1954 Stadtrecht. Die Stadt ist ein bedeutender Eisenbahn-Kreuzungspunkt. Kalksteinbrüche und Zementproduktion sind das wichtigste Wirtschaftsgebiet.

## Ehrenbürger der Stadt
- Katō Gen’ichi (1890–1979), Physiologe

## Verkehr
Niimi liegt an der Chūgoku-Autobahn und den Nationalstraßen 180 und 182. Der Bahnhof liegt an der JR Kishin-Linie nach Himeji, an der JR Geibi-Linie nach Hiroshima und an der JR Hakubi-Linie nach Kurashiki und Yonago.

## Städtepartnerschaft
- Xinyang, seit 1992

## Angrenzende Städte und Gemeinden
Niimi grenzt an Maniwa, Takahashi und Shobara.